# Bertilio Caneva
Bertilio Caneva ist ein ehemaliger italienischer Skispringer.
Seinen ersten Erfolg erreichte Caneva bei den italienischen Meisterschaften 1950, bei denen er hinter Carlo De Lorenzi die Silbermedaille gewann. Ein Jahr später gewann er seinen ersten und einzigen Titel vor Aldo Trivella und Igino Rizzi.